# Казачка (Харьковская область)
Казачка (укр. Козачка) — село, Великогомольшанский сельский совет, Змиёвский район, Харьковская область.
Код КОАТУУ — 6321781504. Население по переписи 2001 года составляет 18 (8/10 м/ж) человек.

## Географическое положение
Село Казачка находится у истоков реки Ольшанка, ниже по течению на расстоянии в 3 км расположен посёлок Беспаловка, на расстоянии в 2 км расположено село Пасеки, в 2,5 км — село Беспаловка, в 4,5 км — село Тарановка.
К селу примыкают большие лесные массивы, в том числе урочище Водяное (дуб).
В 3-х км от села расположена железнодорожная станция Беспаловка.

## Происхождение названия
- В некоторых документах село называется как Козачка.

## История
- 1681 — дата основания.
- В 1966 году Казачка входила в состав Тарановского сельсовета[1]
- Между 1967[1] и 1976 годами село было передано в Великогомольшанский сельсовет.

[[]]